# Reinbert Evers
Reinbert Evers (Dortmund, 23 de agosto de 1949 - 28 de octubre de 2022) fue un músico alemán.
Fue nombrado profesor de guitarra de la Escuela Superior de Música de Detmold y decano de la filial en Münster de ésta en 1976. Recibió el Premio de Jóvenes Artistas de la ciudad de Dortmund en 1980. En 1998 y 2000 fue docente de guitarra en los Ferienkurse del Instituto Internacional de Música de Darmstadt. Desde 1995 trabajó como decano de la Escuela Superior de Música de Detmold. Es fundador y director artístico de la Europäisches Musikfest Münsterland, festival internacional que se celebra una vez al año desde 1999.